# جيش استقلال بورما
جيش استقلال بورما (بالإنجليزية: Burma Independence Army) كان جيشًا متواطئًا وثوريًا حارب من أجل إنهاء الحكم البريطاني في بورما عبر مساعدة اليابانيين في غزوهم للبلاد في عام 1942 أثناء الحرب العالمية الثانية. كان أول جيش ما بعد الاستعمار في تاريخ بورما. تشكل الجيش من مجموعة تعرف باسم الرفاق الثلاثين تحت رعاية الجيش الإمبراطوري الياباني بعد تدريب القوميين البورميين في عام 1941. أدت محاولات جيش الاستقلال لتشكيل حكومة أثناء الغزو إلى حله من قبل اليابانيين وجيش دفاع بورما الأصغر (بي دي إيه) الذي حل مكانه. بينما قادت اليابان بورما نحو الاستقلال الاسمي، توسع جيش دفاع بورما إلى جيش بورما الوطني (بي إن إيه) لدولة بورما، وهي دولة دمية كانت تحت حكم با ماو في عام 1943.
بعد اتصال سري مع البريطانيين خلال العام 1944، ثار جيش بورما الوطني ضد اليابانيين في 27 مارس 1945. حظي الجيش بالاعتراف كحليف من القائد الأعلى للحلفاء، اللورد مونتباتن، الذي احتاج مساعدتهم ضد القوات اليابانية المنسحبة ولتخفيف التوتر بين قيادة الجيش والبريطانيين. كجزء من رابطة الحرية الشعبية المناهضة للفاشية، أعيدت تسمية جيش بورما الوطني إلى القوات الوطنية البورمية (بّي بي إف) خلال موكب نصر مشترك بين الحلفاء وبورما في رانغون في 23 يونيو 1945. بعد الحرب وبعد مفاوضات متوترة تقرر دمج القوات الوطنية البورمية في جيش بورما جديد تحت السيطرة البريطانية، لكن العديد من المحاربين القدامى سيستمرون بالخدمة تحت القيادة القديمة في منظمة المتطوعين الشعبية شبه العسكرية (بّي في أو) في الوضع المتزعزع في بورما ما بعد الحرب.

## خلفية بورما
بدأ الحكم البريطاني في بورما عام 1824 وبعد ذلك شدد البريطانيون قبضتهم تدريجيًا على البلاد ونفذوا تغييرات مهمة في الحكومة والاقتصاد البورمي مقارنة ببورما التي كانت تحت حكم سلالة كونباونغ سابقًا. نفى البريطانيون الملك تيبو مين، وفصلوا الحكومة عن جماعة سانغا البوذية، ما أدى إلى عواقب وخيمة في ديناميكيات المجتمع البورمي وكان لذلك تأثير مدمر على الرهبان البوذيين الذين كانوا يعتمدون على رعاية النظام الملكي. ازدادت السيطرة البريطانية بمرور الوقت، ففي عام 1885 بموجب قانون القرى الاستعمارية، كان على جميع البورميين، باستثناء الرهبان البوذيين، تقديم تحية شيكو (وهي تحية تستخدم فقط لكبار السن والرهبان وبوذا) للضباط البريطانيين. تدل هذه التحيات على استسلام بورما واحترامها للحكم البريطاني. بالإضافة إلى ذلك، نص القانون على أن القرى ستوفر السكن والطعام عند وصول المسؤولين العسكريين أو المدنيين الاستعماريين. أخيرًا، ضد تصاعد التمردات، تبنى البريطانيون إستراتيجية «هاملت الاستراتيجي» حيث أُحرِقت القرى وشُرِّدت العائلات التي زودت القرى بزعماء القبائل، وأُرسِلوا إلى بورما السفلى ليُستبدلوا بأشخاص معتمدين يعينهم البريطانيون.
تضمنت التغييرات المستقبلية في بورما إنشاء سندات ملكية الأراضي ودفع الضرائب للبريطانيين وسجلات المواليد والوفيات وإدخال إحصاء السكان الذي تضمن معلومات شخصية بما فيها المعلومات المتعلقة بالوظائف والدين. كان الإحصاء صعبًا بشكل خاص بالنسبة للهوية البورمية نتيجة اختلاف الأسماء واعتياد القرويين على التنقل بين العائلات المختلفة. كانت هذه التقاليد مختلفة تمامًا عن الثقافة الغربية ولا تتوافق مع الإحصاء البريطاني المفروض. كان الإصرار البريطاني على الطب الغربي والتلقيح مكروهًا لدى السكان الأصليين في بورما. أدت هذه التغييرات إلى تعميق انعدام الثقة بالبريطانيين، وبالتالي إلى انتداب أكثر صرامة بعد أن أصبحوا على دراية بالمقاومة البورمية.
كانت إحدى القضايا الرئيسية في أوائل القرن العشرين هي استلاب ملكية الأراضي عن طريق مقرضي الأموال الهنود الشيتاريين الذين كانوا يستغلون الوضع الاقتصادي في القرى. في الوقت نفسه، هاجر الآلاف من العمال الهنود إلى بورما، وبسبب استعدادهم للعمل مقابل مبالغ أقل، سرعان ما شردوا المزارعين البورميين الذين أخذوا ينخرطون بعالم الجريمة. كل هذا، جنبًا إلى جنب مع استبعاد بورما من المقترحات البريطانية لحكم ذاتي محدود في المقاطعات الهندية (التي كانت بورما جزءًا منها آنذاك)، أدى إلى قيام إحدى أولى الجماعات القومية السياسية، المجلس العام للجمعيات البورمية الذي انفصل عن رابطة الشبان البوذيين غير السياسية. قُوطعت البضائع الأجنبية وأنشأت الجمعية محاكم قروية رفضت المحاكم البريطانية بدعوى أن المحاكمة العادلة أفضل تحت سيطرة الشعب البورمي. أدت أيضًا الاحتجاجات الطلابية المدعومة من رجال الدين البوذيين إلى إنشاء «مدارس وطنية» احتجاجًا على نظام التعليم الاستعماري. ونتيجة لذلك فرض البريطانيون قيودًا على حرية التعبير وزيادة في قوة الشرطة.

### تمرد هسايا
وقع أول تمرد مسلح منظم كبير بين عامي 1930 و 1932 وسُمي تمرد هسايا. أثار الراهب السابق هسايا سان تمردًا من خلال تعبئة الفلاحين في ريف بورما بعد الاحتجاجات ضد الضرائب وعدم احترام البريطانيين للبوذية. تضمن الجيش الاستعماري البورمي تحت الحكم البريطاني الأقليات فقط كشعب كارين، وتشين وكاشين واستبعد غالبية أفراد شعب بامار. مع انضمام المزيد من الناس إلى التمرد، تطورت إلى ثورة وطنية لم تنته إلا بالقبض على هسايا سان بعد عامين من التمرد. أُعدم هو والعديد من قادة المتمردين الآخرين وسُجنوا بعد قمع التمرد. أدى تمرد هسايا إلى ظهور واسع النطاق للسياسات المنظمة المناهضة للاستعمار في بورما خلال الثلاثينيات.

## أون سان واليابان
كان أون سان ناشطًا طلابيًا قوميًا يعمل من أجل قضية بورما المستقلة. أثناء وجوده في الجامعة، أصبح زعيمًا سياسيًا مؤثرًا وأنشأ منصة جديدة للطلاب القوميين المتعلمين الذين كانوا عازمين على دولة بورمية مستقلة. في عام 1938 انضم إلى حزب دوباما أسيايون الراديكالي المناهض للاستعمار (المعروف باسم تاكينز) بعد اندلاع الحرب العالمية الثانية، أنشأ حزب تاكينز، جنبًا إلى جنب مع حزب الفقراء، كتلة الحرية التي عارضت التعاون مع المجهود الحربي البريطاني ما لم يتم ضمان استقلال بورما فور انتهاء الحرب وهددت بتعزيز حملتها المعادية لبريطانيا والمناهضة للحرب. أنكر البريطانيون مطالب كتلة الحرية وسُجن الكثير من قياداتها حتى فترة ما بعد الغزو الياباني عام 1942. بحث حزب تاكينز في أماكن أخرى للحصول على الدعم وخطط لإقامة علاقات مع الشيوعيين الصينيين. سافر أون سان إلى الصين في عام 1940، عازمًا على إجراء اتصالات معهم من أجل مناقشة الاستثمارات في جيش بورمي مستقل.
في عام 1940، ازداد الاهتمام العسكري الياباني بجنوب شرق آسيا، وكان البريطانيون يقدمون علنًا مساعدة عسكرية للصين القومية التي كانت اليابان تقاتل ضدها في الحرب الصينية اليابانية الثانية. على وجه الخصوص، كانوا يرسلون المواد الحربية عبر طريق بورما الذي افتُتح حديثًا. كُلِّف الكولونيل كيغي سوزوكي، ضابط الأركان في المقر العام الإمبراطوري في اليابان، بمهمة وضع إستراتيجية للتعامل مع جنوب شرق آسيا وصمم خطة للعمليات السرية في بورما. لم يعرف اليابانيون الكثير عن بورما آنذاك ولم يمتلكوا الكثير من الاتصالات داخل البلاد. كان أهم عميل ياباني في البلاد هو جندي الاحتياط البحري كوكوبو شوزو، الذي كان يقيم هناك منذ عدة سنوات ولديه اتصالات مع معظم الجماعات السياسية المناهضة لبريطانيا. في سبتمبر 1940، زار سوزوكي بورما سرًا متنكرًا كصحفي في جريدة يوميوري تحت اسم ماسويو مينامي، حيث التقى بالزعيمين السياسيين ثاكين كوداو همينغ وتاكين ميا. اتصل اليابانيون لاحقًا بأون سان في الصين الذي كان قد وصل إلى مدينة شيامن عندما اعتقله سوزوكي.
سافر سوزوكي وأون سان جوًا إلى طوكيو. وبعد مناقشات في المقر العام الإمبراطوري، تقرر في فبراير 1941 تشكيل منظمة تدعى مينامي كيكان لدعم مجموعات المقاومة البورمية وإغلاق طريق بورما المؤدي إلى الصين. سعيًا لتحقيق هذه الأهداف، جندت المنظمة مقاتلين من أجل الاستقلال في بورما ودربتهم في تايلاند حليفة اليابان أو الصين المحتلة من قبل اليابان. غادر أونغ سان و29 آخرين، الضباط المستقبليين وأساس جيش استقلال بورما، المعروفون باسم الرفاق الثلاثين، غادروا بورما في أبريل 1941 وجرى تدريبهم في جزيرة هاينان على القيادة والتجسس وحرب العصابات والتكتيكات السياسية. اتخذ الكولونيل سوزوكي الاسم البورمي «بو مو غيو» أي (القائد الصاعقة)، لعمله مع مينامي كيكان.